# Gustav Fock (Verleger)

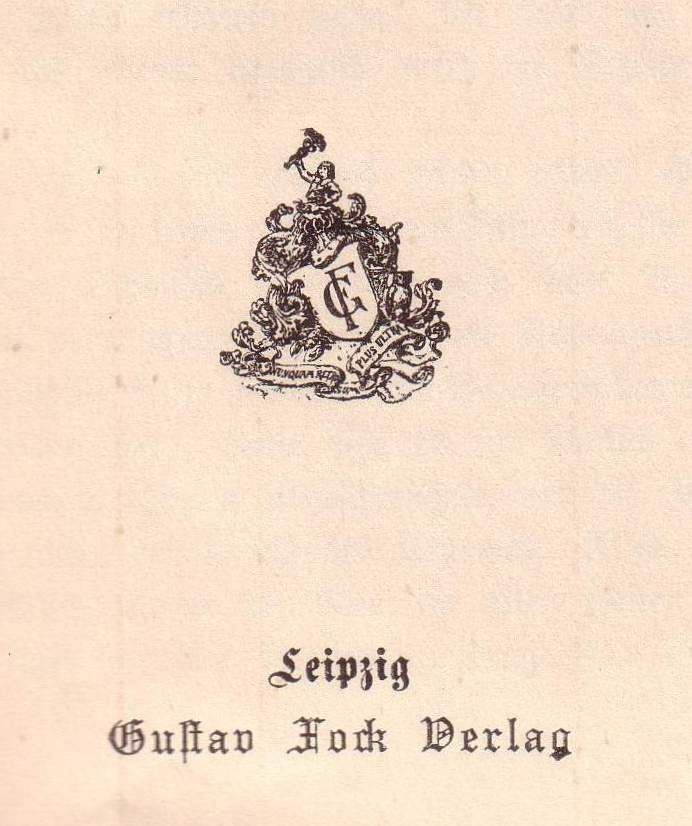

Karl Heinrich Gustav Fock (* 3. Dezember 1854 in Kolberg; † 4. Februar 1910 in Leipzig) war ein Antiquariatsbuchhändler und Verleger in Leipzig. Mit der Einrichtung einer umfangreichen Zentralstelle für Dissertationen und Programme und der Herausgabe der Bibliographischen Monatsberichte, die Dissertations-Veröffentlichungen meldete, schuf er wichtige Instrumente zur Erschließung des wissenschaftlichen Kleinschrifttums für die sich spezialisierenden Wissenschaften an den deutschen Universitäten.

## Leben
Fock war der Sohn eines Torkontrolleurs in Kolberg (Heinrich Friedrich Fock) und der Henriette Friederike Luise, geb. Dauss. Er war zweimal verheiratet und hatte neun Kinder aus einer ersten Ehe mit Amalie Beate Malwine, geb. Obitz, von denen vier jung starben und zwei im Krieg fielen.

### Zentralstelle für Dissertationen und Programme
Nach der Schulzeit absolvierte Fock eine Buchhändlerlehre in Kolberg. Später war er als Geschäftsführer eines Antiquariatsbuchhandels bei Alfred Lorentz in Leipzig tätig. Im Jahr 1879 gründete er seine eigene Buchhandlung, die sich schnell auf Schul- und Hochschulschriften spezialisierte und bereits 1880 einen großen Bestand an Dissertationen anbot. 1884 gründete Fock dann die „Zentralstelle für Dissertationen und Programme“, die bald Hunderttausende von Kleinschriften vorhielt. Sie wurden in zahlreichen Katalogen, die seit 1885 vor allem für Natur- und Sprachwissenschaften, Medizin, Geographie, Philosophie, Theologie und Geschichte erschienen, angeboten. Der in den Katalogen verzeichnete Bestand umfasste rund 1,5 Millionen Titel. Ab 1889 verlegte Fock dann auch den Bibliographischen Monatsbericht über neuerschienene Schul-, Universitäts- und Hochschulschriften sowie ab 1904 die Chemischen Novitäten. Bis 1928 wurden im Bibliographischen Monatsbericht rund 160.000 Titel angezeigt. Der ebenfalls herausgegebene Catalogus dissertationum philologicarum classicarum verzeichnete etwa 18.300 Abhandlungen aus den Bereichen der klassischen Philologie und der Altertumskunde.

### Antiquariatsbuchhandlung und Verlag Gustav Fock in Leipzig
Daneben entstand ein wissenschaftliches Antiquariat. Mit dem An- und Verkauf zahlreicher Gelehrtenbibliotheken (z. B. der Bibliothek von Karl Sittl) sowie die Auswertung der angegliederten Handapparate (häufig Kleinschriften) fand Fock weltweit Anerkennung in der Wissenschaft. Vertretungen seines Geschäftes wurden in Europa, Amerika und Japan unterhalten. Die in der zweiten Hälfte des 19. Jahrhunderts vermehrte Gründung von Hochschulen und Instituten im In- und Ausland und die einhergehenden Zunahme an Lehrstühlen und Studentenzahlen führte zu einem wachsenden Bedarf an auch älterer wissenschaftlicher Literatur. Fock bediente als einer der ersten Antiquare diese Nachfrage, die der bisherige Disputenhandel nicht befriedigen konnte. Vor allem lieferte er Literatur für naturwissenschaftliche Disziplinen. Ein seinem Handel angegliederter Verlag veröffentlichte Bücher zu physikalischen, chemischen und mathematischen Themen. Bedeutende, von Fock verlegte Autoren waren die Chemiker Svante Arrhenius und Wilhelm Ostwald. Auch wurde eine Reihe von Titeln der Renger'schen Buchhandlung übernommen.
Im Jahr 1898 setzte Fock sich zur Ruhe und übergab sein Geschäft an Dr. Leo Jolowicz, unter dem das wissenschaftliche Antiquariat Weltgeltung erlangte. Der Verlag wurde zunächst teilweise an das Verlagshaus Bong & Co. veräußert, das verbliebene Geschäft ging 1908 in Konkurs.